# Čakovec
Čakovec (maďarsky Csáktornya, německy Tschakaturn) je město v severním Chorvatsku. Nachází se u hranice s Maďarskem. Administrativně je součástí Mezimuřské župy. V roce 2021 žilo v Čakovci 15 078 obyvatel a v celé opčině 27 122 obyvatel.

## Název
Podle sousloví Csákova věž (csák torany), které označovalo původní dřevěné opevnění města, vznikl maďarský název Csáktornya, který byl později do chorvatštiny převzat jako Čakovec. První část názvu odkazuje na rod Csákyů, kteří zde vlastnili pozemky.

## Část města
Kromě samotného Čakovce jsou administrativní součástí města i sídlení jednotky Ivanovec, Krištanovec, Kuršanec, Mačkovec, Mihovljan, Novo Selo na Dravi, Novo Selo Rok, Savska Ves, Slemenice, Šandorovec, Totovec a Žiškovec.

## Historie
Starořecký filozof a geograf Strabón v 1. století zaznamenal existenci římského města s názvem Aquama, které se nacházelo v oblasti dnešního Čakovce. Součástí města byl i vojenský tábor. Současný název města se objevuje až v době středověku. Ve 13. století zde nechal uherský šlechtic Dimitrius Csáky zbudovat opevnění, které je poprvé zaznamenáno v roce 1328 a později i v roce 1333. V letech 1350 až 1397 bylo město vlastnictvím rodiny Lackovićů.

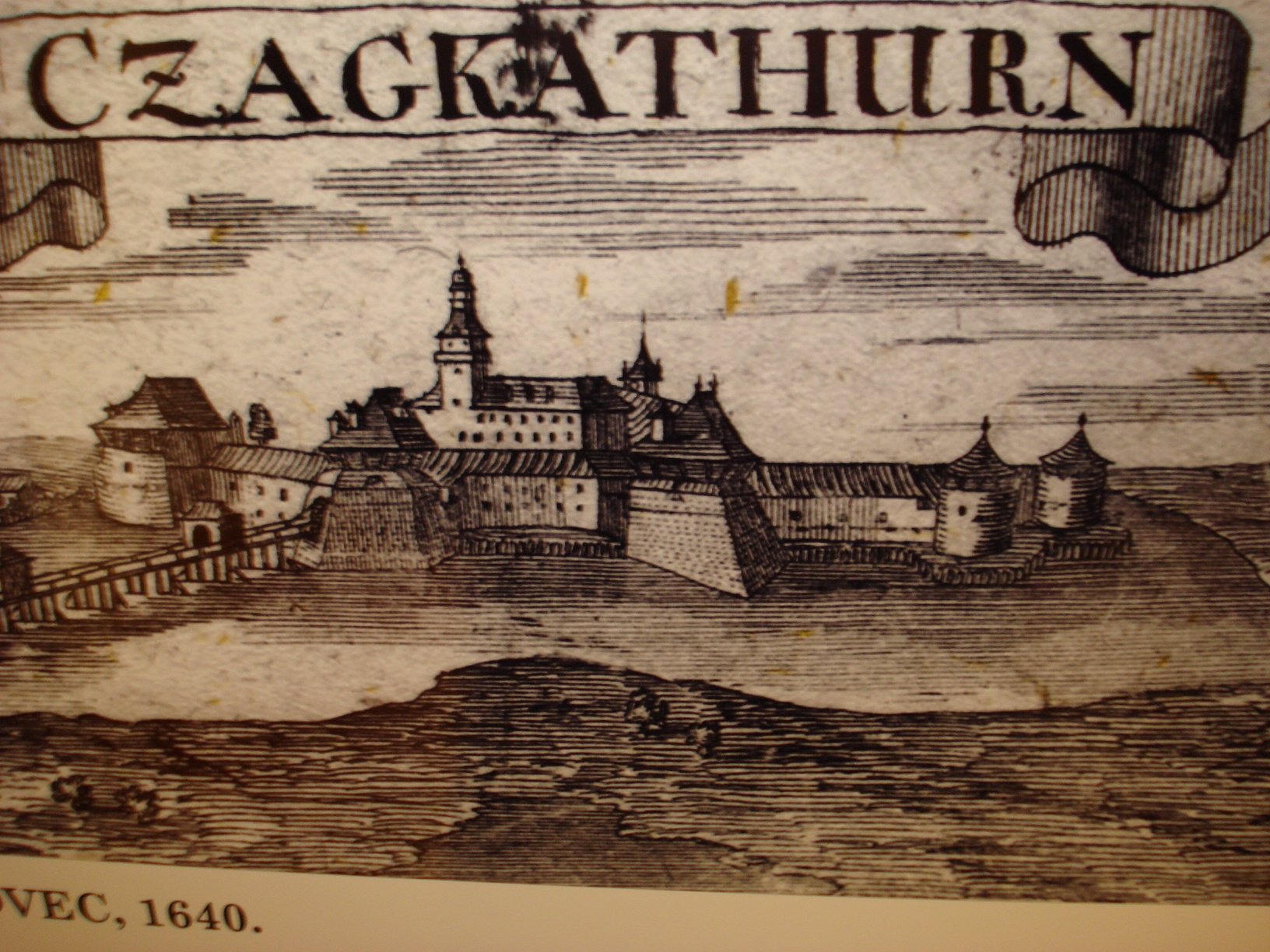
Veduta z roku 1640.

V roce 1546 jej ovládl Mikuláš Šubič Zrinský a stala se tak jeho majetkem. V roce 1579 udělil Čakovci právo svobodně obchodovat. Z Čakovce udělal rod Zrinských své sídlo, což umožnilo malému městu získat na svoji dobu kvalitně vybavenou knihovnu, umělecké předměty apod. Na pozvání Zrinských přicestoval do Čakovce i turecký cestopisec Evlija Čelebi, který jej popsal jako několik málo měst mimo území tehdejší Osmanské říše.
V roce 1702 zde byl vybudován malý kostel, který sloužil řádu Františkánů. Roku 1738 bylo město poničeno zemětřesením a v roce 1741 požárem. V roce 1848 získal Čakovec statut svobodného královského města. Ve stejném roce při revolučních událostech jej obsadil Josip Jelačić. Na mapách druhého vojenského mapování existuje pod názvem Čakaturn a již zde je přítomna západo-východní trať z Pragerska do Budapešti (historicky první na území současného Chorvatska). Místní pevnost je označena jako pevnost Zrinských (Zrinifeste) a jako továrna na výrobu cukru (Zuckerfabrik).
Další zemětřesení zasáhlo město v roce 1880. Roku 1860 byla do Čakovce zavedena železnice a v roce 1893 elektřina. Mapy třetího vojenského mapování již zaznamenávají místní železniční uzel s hlavním nádražím i všemi tratěmi. Za druhou polovinu 19. století zde bylo postaveno elektrické osvětlení, průmysl a zajištěno telefonní spojení se zbytkem tehdejšího Uherska.
Dle uherského sčítání lidu žilo v roce 1910 v Čakovci 5213 obyvatel, z toho bylo 2433 Maďarů, 2404 Chorvatů a 251 Němců. V rámci Uher patřilo město do župy Zala. V roce 1918 se město stalo součástí Království Srbů, Chorvatů a Slovinců. Čakovec byl vydán vojskům rodícího se jihoslovanského státu na štědrý den 24. prosince 1918 bez boje, odevzdal jej za uherskou armádu Károly Györy. Změnu hranic poté potvrdila trianonská smlouva z roku 1920.
V roce 1921 zde byla založena ekonomická škola.
V letech 1941 až 1945 byl jako celé Mezimuří připojen k fašistickému Maďarsku. Město bylo osvobozeno dne 6. dubna 1945.
V období existence SFRJ až do roku 1991 se Čakovec rozvíjel díky dobře dostupné železnici. Na západním okraji města vznikla rozsáhlá průmyslová zóna, kterou obklopují výškové obytné budovy. Město postupně srostlo s okolními vesnicemi Nedelišće, Strahoninec a Savska Ves. V Čakovci byla vybudována také oblastní nemocnice pro Mezimuřskou župu. Od roku 1961 je v Čakovci také gymnázium.
V roce 2013 byly prostory bývalých kasáren rozprodány soukromým subjektům.
V současné době je město sídlem Mezimuřské župy, nejsevernější administrativní jednotky Republiky Chorvatsko.

## Kulturní památky

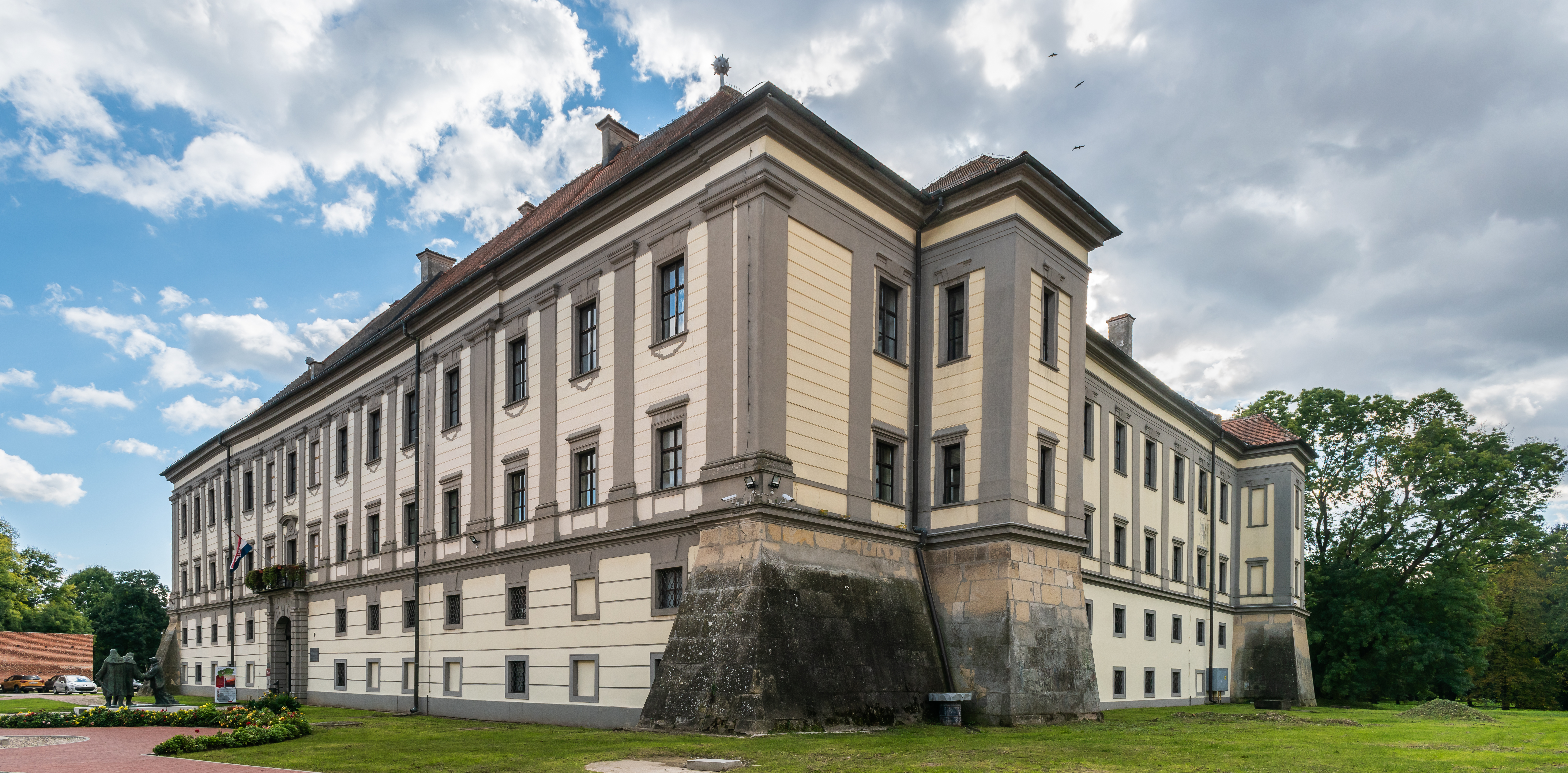
Muzeum Mezimuří

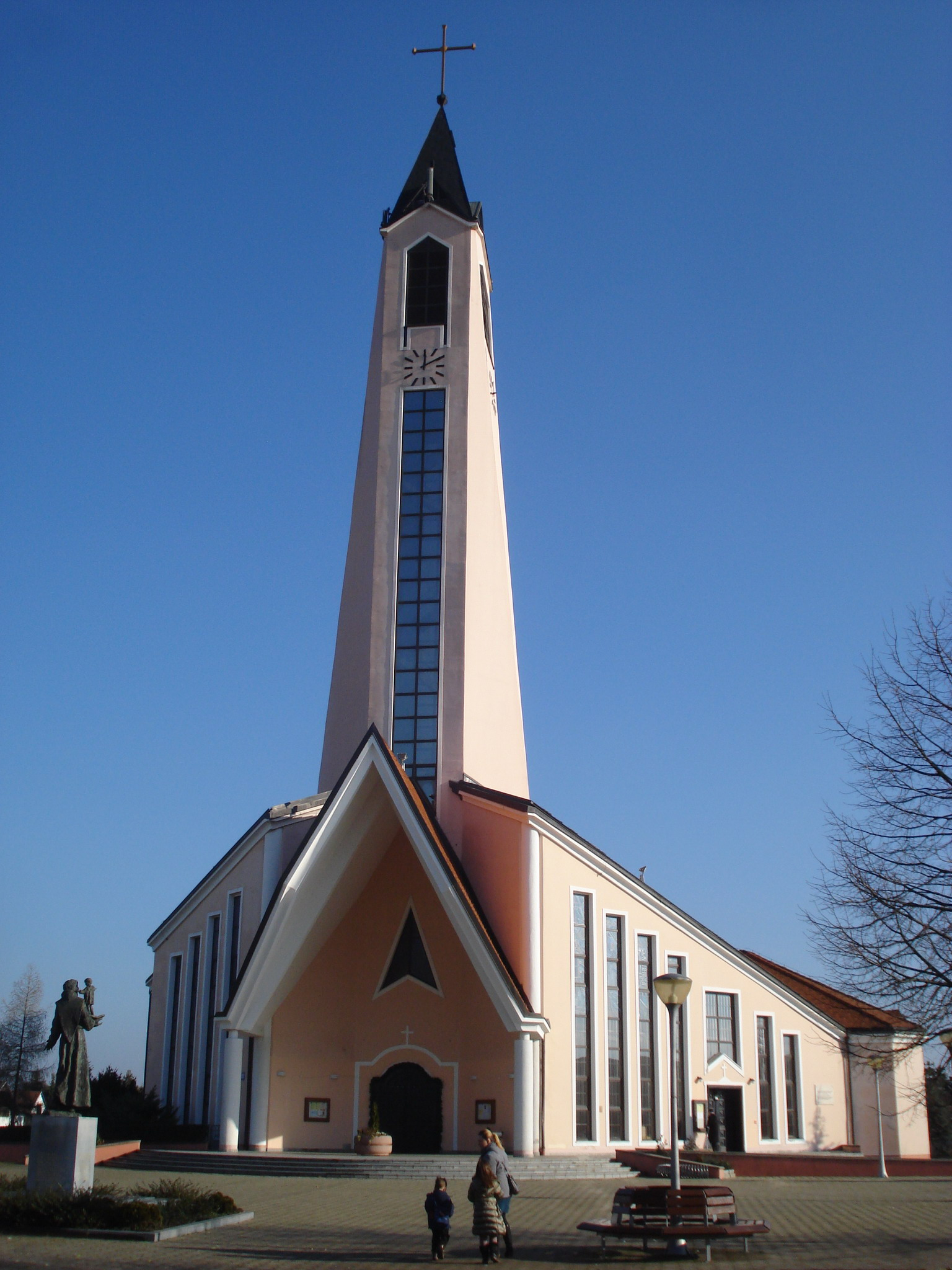
Kostel sv. Antonína Paduánského.

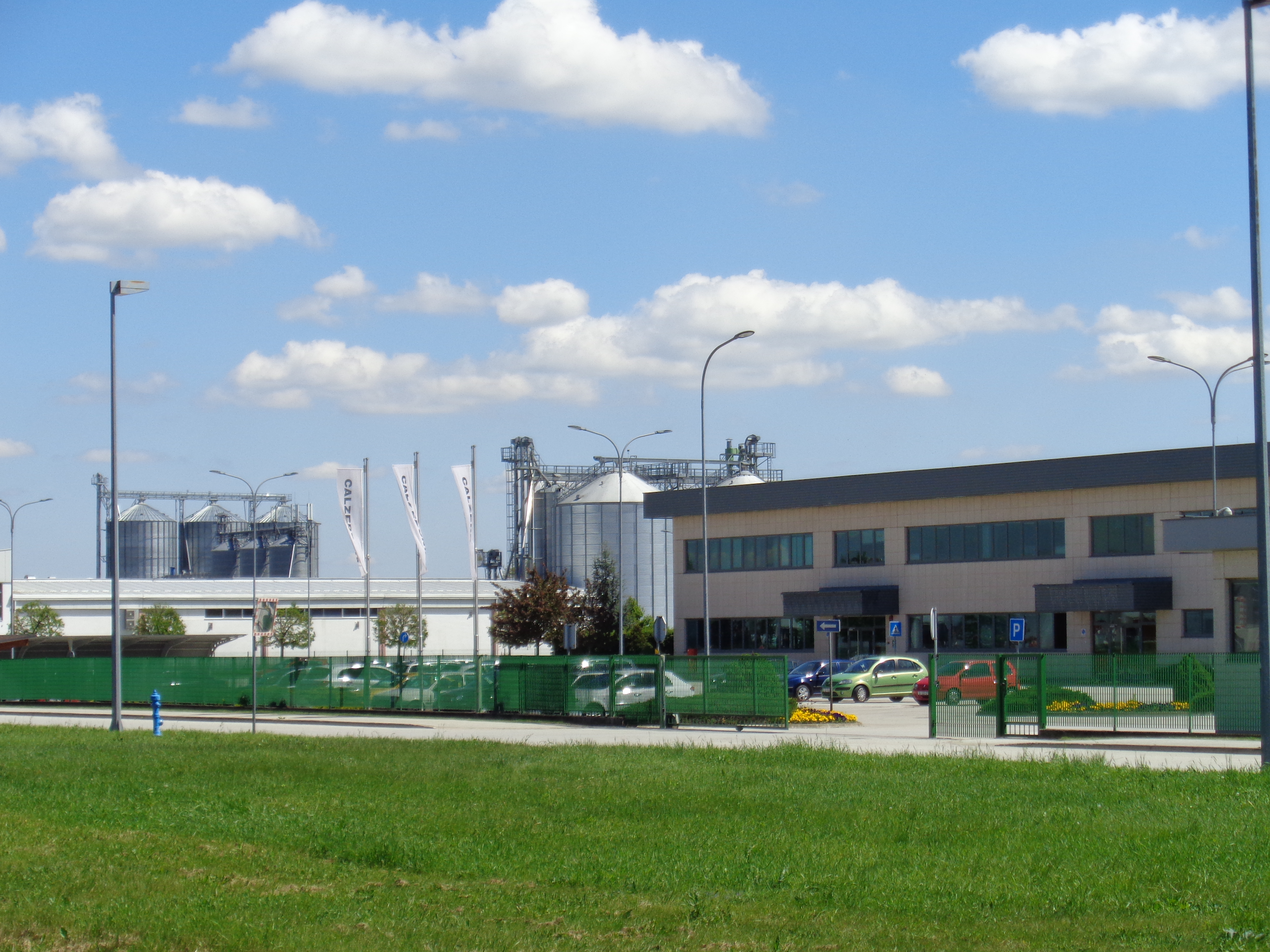
Průmyslová zóna Čakovec-východ.

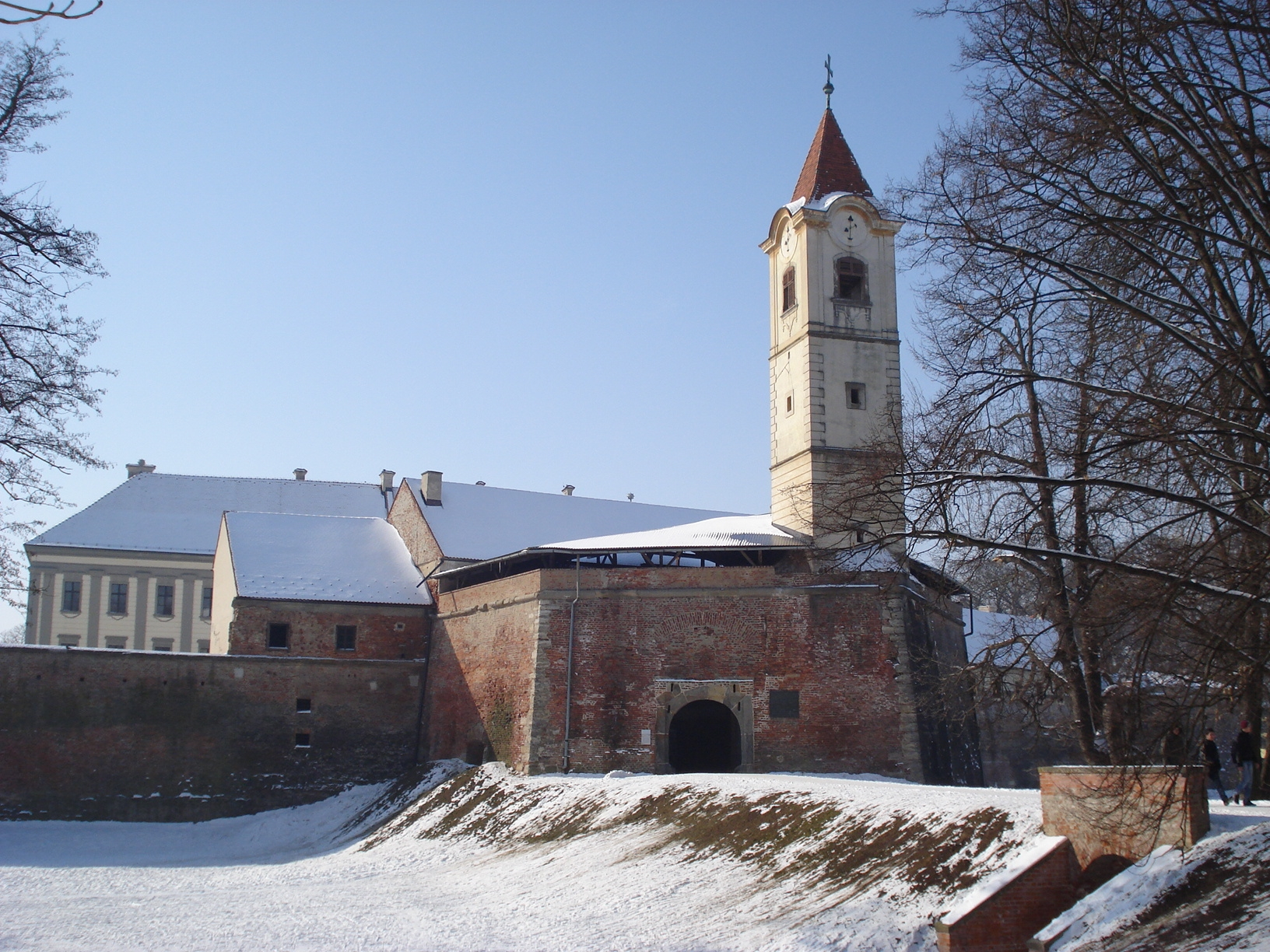
Zámek v zimě.

Mezi historické památky dochované v Čakovci patří především hrad (Starý hrad Zrinských) původně z 13. století, částečně přestavěný po roce 1719 vídeňským architektem Antonem Erhardem Martinellim na zámek obklopený anglickým parkem a františkánský klášter v centru města, který pochází z první poloviny 18. století. V zámeckých prostorách se nachází Muzeum Mezimuří (chorvatsky Muzej Međumurja). To schraňuje celkem na sedmnáct tisíc historických předmětů.
Hlavní ulice v centru nese název podle krále Tomislava a je lemována domy z 18. a 19. století.
Místní radnice byla zbudována v roce 1816.
Na hlavním náměstí (náměstí Republiky) se nachází památník Nikolovi Zrinskému z roku 1904.
Budova společenského domu (chorvatsky trgovački kasino) z roku 1903 vznikla v duchu maďarské secese. Jejím architektem byl Ármin Hegedűs.
Marcanův dům (chorvatsky Marcanov dom) sloužil pro potřeby sportu a byl otevřen roku 1938 jako tzv. Sokolský dům.

## Ekonomika
Historicky sídlily v Čakovci společnosti, které se věnovaly zpracování kovů (etina, Ferro-Preis, Metal dekor, Senko) a dále byl také do jisté míry zastoupen i textilní průmysl (společnost Čateks).
V roce 2021 se průměrná mzda v Čakovci pohybovala okolo 5200 HRK. Čakovec byl také vybrán v roce 2020 jako nejlepší město pro život v Chorvatsku.

## Doprava
Město má roli železničního uzlu. Dráha spojuje město s Murským Središćem, Lendavou, Varaždínem slovinským městem Ormož a maďarskou Nagykanizsou. Končí zde tzv. Zagorská magistrála. Hlavní nádraží se nachází na jihozápadním okraji města, směrem k centru města směřuje také železniční vlečka.
Čakovec má i velmi dobré napojení na hlavní silniční tahy v Chorvatsku. Východně od města vede dálnice A4, která směřuje do Záhřebu a do Maďarska. Z jižní strany vede obchvat kolem města, který je součástí silnice D3 a ze severní strany poté částečně rovněž, jako součást silnice D78.

## Školství
V Čakovci sídlí Pedagogická fakulta Univerzity v Záhřebu. Nachází se zde také Střední strojírenská škola.

## Sport
V Čakovci se pravidelně běží půlmaraton Zrinských. Město bylo také vyhlášeno Evropským městem sportu 2020.

## Zdravotnictví
Na severním okraji města se nachází župní nemocnice (chorvatsky županijska bolnica).

## Partnerská města
- Schramberg, Německo
- Płońsk, Polsko
- Nagykanizsa, Maďarsko
- Szigetvár, Maďarsko
- Kirjat Tiv'on, Izrael
- Blagoevgrad, Bulharsko

## Známé osobnosti
- Nikola Zrinský[2] – šlechtic
- Zvonimir Bartolić – spisovatel, děkan
- Lidija Bajuk – zpěvačka
- Fortunat Pintarić – hudebník
- Lajos Bezerédi – sochař, keramik
- Dragutin Feletar – historik
- Rudolf Garasin – tiskař, inženýr, velvyslanec (Ulánbátar)
- Joža Horvat – spisovatel
- Joža Požgaj – učitel
- Robert Jarni – fotbal
- Ladislav Kralj-Međimurec – výtvarník, akvarelista
- Ivan Novak – historik
- Stjepan Patkai – hudebník
- Nikola Pavić – zpěvák
- Franjo Punčec – tenista
- Josip Štolcer-Slavenski – skladatel
- Dénes Zakál – skladatel
- Boris Leiner – hudebník, malíř
- Filip Ude – gymnasta
- Dražen Ladić – bývalý fotbalista